# Ільїн Олександр Васильович (футболіст)
Олександр Васильович Ільїн (рос. Александр Васильевич Ильин; нар. 5 лютого 1993, Кемерово, Росія) — російський футболіст, півзахисник клубу «Знамя Труда».

## Клубна кар'єра
Вихованець футбольної школи московського «Спартака». У 2010 році став переможцем молодіжної першості. У січні 2011 року клуб розірвав контракт із футболістом, й Олександр став вільним агентом. У серпні Ільїна запросило «Динамо». Дебютував у Прем'єр-лізі 28 серпня, у 22-му турі проти «Спартака-Нальчика», вийшов на 84-й хвилині замість Андрія Вороніна. З 2014 року знаходився в оренді у «Сахаліні». Влітку 2015 року перейшов в оренду до петербурзького «Динамо».

## Аварія 12 вересня 2015 року
Вранці 12 вересня 2015 року, перебуваючи в стані алкогольного (за іншою інформацією, наркотичного) сп'яніння за кермом свого автомобіля, спровокував ДТП на трасі А-121 «Сортавала» в районі з'їзду до Агалатова, в якому загинуло двоє людей. Жертвами виявилися 28-річний маляр Сергій Селіванов з Санкт-Петербурга (батько п'ятьох дітей) і 27-річний інженер Максим Каюмов. Щодо Ільїна порушили кримінальну справу, у вересні 2016 року засуджено на 5 років та 10 місяців позбавлення волі. 

## Подальша кар'єра
З лютого 2021 року перебував у складі кримського клубу «Кизилташ». 13 липня підписав контракт із клубом «Знамя Труда».

## Кар'єра в збірних
З 2009 по 2011 рік виступав за юнацькі збірні Росії (U-17) і (U-18). У червні 2011 року став переможцем міжнародного турніру в Казахстані, присвяченого 10-річчю Шанхайської організації співробітництва. Визнаний найкращим нападником вище вказаного турніру.

## Досягнення
- Молодіжна першість Росії
  -  Чемпіон (2): 2010, 2011/12